# Senza spina
Senza spina è un album di Angelo Branduardi, contenente alcune tracce registrate dal vivo nel dicembre 1986 all'Olympia (teatro) di Parigi e tre nuovi brani.
Il brano Il denaro dei nani ripropone il tema di Come and I Will Sing You, brano tradizionale natalizio celtico reso famoso dal gruppo folk Great Big Sea. Nel bridge del brano troviamo una melodia di probabile origine sarda, suonata da Luigi Lai in alcune versioni live di Alla fiera dell'est. La tempesta, come riportato nel libretto del disco, è ispirata a La musica notturna delle strade di Madrid no.6 di Luigi Boccherini. Il ritornello di Cara rimani ricorda il brano Gioco di bimba, vecchio successo del gruppo italiano Le Orme.

## Tracce
1. Il denaro dei nani (inedito)
2. La tempesta (inedito)
3. Cara, rimani (inedito)
4. La lune (La luna)
5. Tanti anni fa
6. Gulliver
7. Sous le tilleul (Sotto il tiglio)
8. Il cappello a sonagli
9. La canzone di Aengus, il vagabondo
10. Un aviatore irlandese prevede la sua morte
11. Nel giardino dei salici
12. Innisfree, l'isola sul lago
13. L'enfant clandestin (Ninna nanna)
14. O sole mio

## Formazione

### Formazione nei live
- Angelo Branduardi - chitarra, voce, cori, flauto, violino
- Bruno De Filippi - mandolino, bouzuki, sitar, armonica
- Maurizio Fabrizio - chitarra, cori, ottavino, benzo
- José de Ribamar "Papete" - percussioni

### Formazione negli inediti
- Angelo Branduardi - violino, voce, cori
- Maurizio Fabrizio - pianoforte, chitarra, cori
- Gigi Cappellotto - basso
- Lele Melotti - batteria, percussioni